# Ebersbach-Neugersdorf
Ebersbach-Neugersdorf är en stad (Kleinstadt) i Landkreis Görlitz i förbundslandet Sachsen i Tyskland. Staden bildades 1 januari 2011 genom sammanslagning av de dåvarande kommunerna Ebersbach och Neugersdorf. Staden har cirka 11 000 invånare.